# Cubocephalus distinctor
Cubocephalus distinctor är en stekelart som först beskrevs av Carl Peter Thunberg 1822.  Cubocephalus distinctor ingår i släktet Cubocephalus och familjen brokparasitsteklar. Arten är reproducerande i Sverige. Inga underarter finns listade i Catalogue of Life.